# Henri Néraud
Pour les articles homonymes, voir Néraud.
 (décembre 2018).
Si vous disposez d'ouvrages ou d'articles de référence ou si vous connaissez des sites web de qualité traitant du thème abordé ici, merci de compléter l'article en donnant les références utiles à sa vérifiabilité et en les liant à la section « Notes et références ».
Henri Marie Jacques Néraud, né le 8 septembre 1850 et mort le 28 avril 1941, est un général de brigade français.

## Carrière militaire
Il fut commandant à la 69e division d'infanterie de réserve le 5 septembre 1914 mis à disposition du ministre le 6 novembre 1914.
Il fut aussi commandant des subdivisions d'Abbeville et d'Amiens le 5 février 1915 puis commandant de la 304e brigade d'infanterie le 24 avril 1915 replacé en 2e section (réserve) à partir du 30 octobre 1916.